# Lourenço Velho
Lourenço Velho é um distrito do município de Itajubá, no estado brasileiro de Minas Gerais, com uma área de 79,85 km². Está localizado a 18 km do centro da cidade. Sua população recenseada no ano 2000 era de 1203 habitantes.

## História política e toponímia
Sua elevação à categoria de distrito deu-se em 27 de novembro de 1948, por força da lei n° 336, devido à considerável concentração populacional no bairro Rio Manso, na época.
Naqueles anos, o centro do bairro tinha praticamente o mesmo tamanho que tem hoje, mas possuía economia bastante movimentada, com vários tipos de comércio, como armazéns, loja de roupa e açougue, que eram procurados, além dos moradores mais próximos do centro, também pelos de outros bairros como Cachoeira Grande, Usina e Porto Velho.
Sua economia sempre foi baseada na agropecuária.
Seu nome foi escolhido devido ao rio homônimo que atravessa o território de leste a oeste.
Em 1 de março de 1963, uma Lei Estadual emancipou vários distritos no estado. Dentre eles, Piranguçu e Wenceslau Braz, que eram distritos de Itajubá, tornaram-se municípios. Na ocasião, Lourenço Velho continuou anexado a Itajubá pois não alcançou o número mínimo de habitantes necessários à emancipação, sendo necessários menos de 100 habitantes para isso.
Em 2004, os moradores do distrito se organizaram para mudar o nome para Rio Manso, porém, devido à existência da cidade Rio Manso, próxima a Belo Horizonte, isso não é possível. O projeto atual dos moradores é de mudar o nome para “São José do Rio Manso”.

## Geografia
O distrito ocupa a parte nordeste do município de Itajubá e seu território faz divisa com o município de Maria da Fé a norte, distrito de Pintos Negreiros (pertencente a Maria da Fé), a nordeste e Barra (pertencente a Delfim Moreira), a sudeste.

### Bairros
A sede do distrito (área urbana) é o Bairro do Rio Manso, motivo pelo qual o local é mais conhecido como Distrito do Rio Manso.
Sua área total abrange, ainda, os bairros rurais: Porto Velho, Usina, Cachoeira Grande, Cachoeirinha, Ambrósios, Sabará, Peões, Goiabal e Peroba.

### Dados demográficos
Segundo o Censo 2000, sua população, incluindo todos os bairros rurais e a área urbana era de 1203 habitantes. A população apenas da área urbana era de 170 pessoas (102 homens e 68 mulheres). (Fonte: http://www.lourencovelho.xpg.com.br).

### Hidrografia

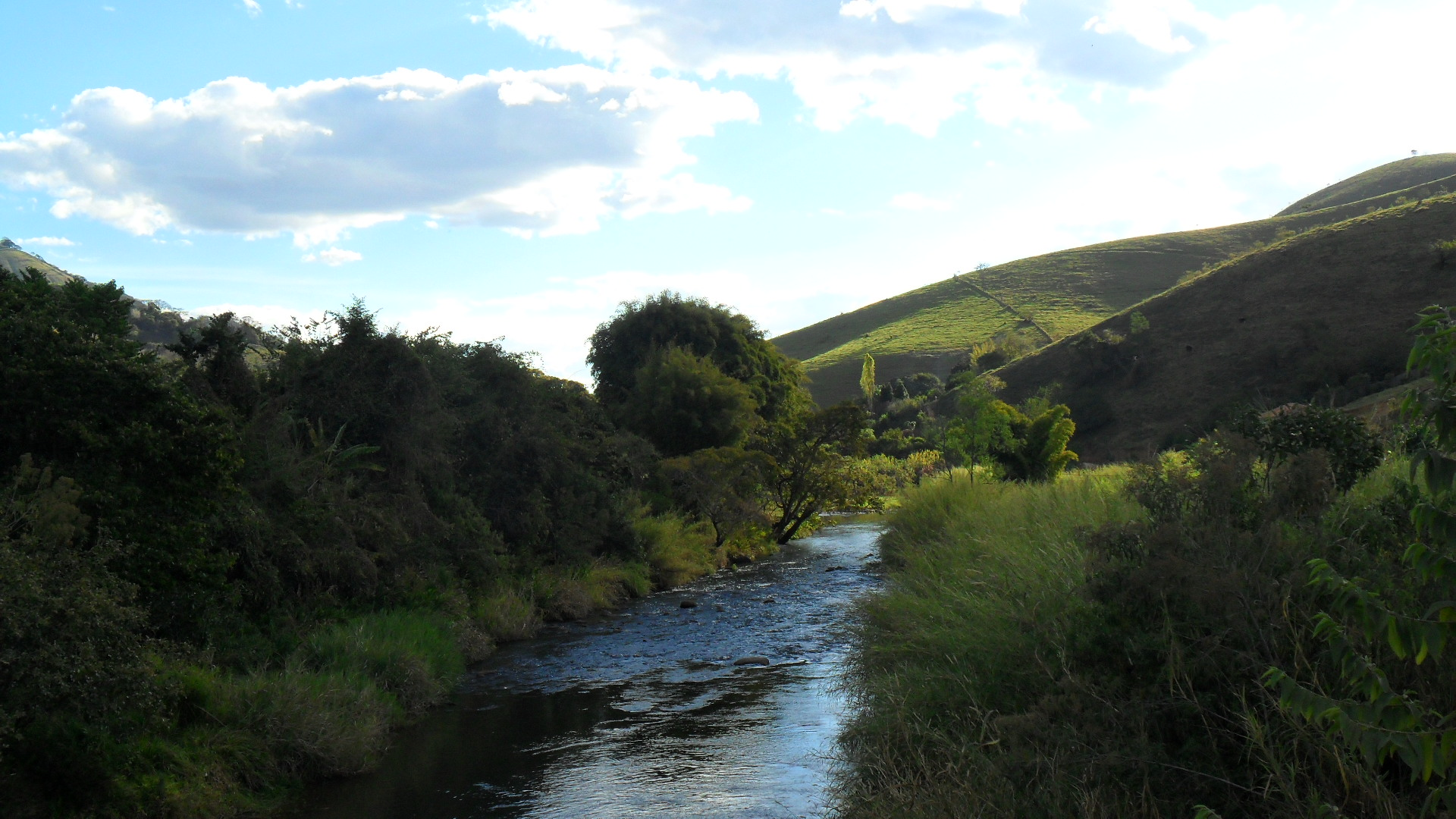
Trecho do rio Lourenço Velho, próximo à sede do distrito.

O distrito é atravessado pelo Rio Lourenço Velho. Córregos e ribeirões afluentes do Lourenço Velho na área do distrito são: Córrego Grande e do Varjão, no bairro Rio Manso, Rio Branco, que divisa os distritos de Lourenço Velho e Barra, Córrego Peroba, nos bairros Peroba e Cachoeirinha, Córrego Sabará (que divisa o distrito com Maria da Fé), nos bairros Goiabal, Peões e Sabará.

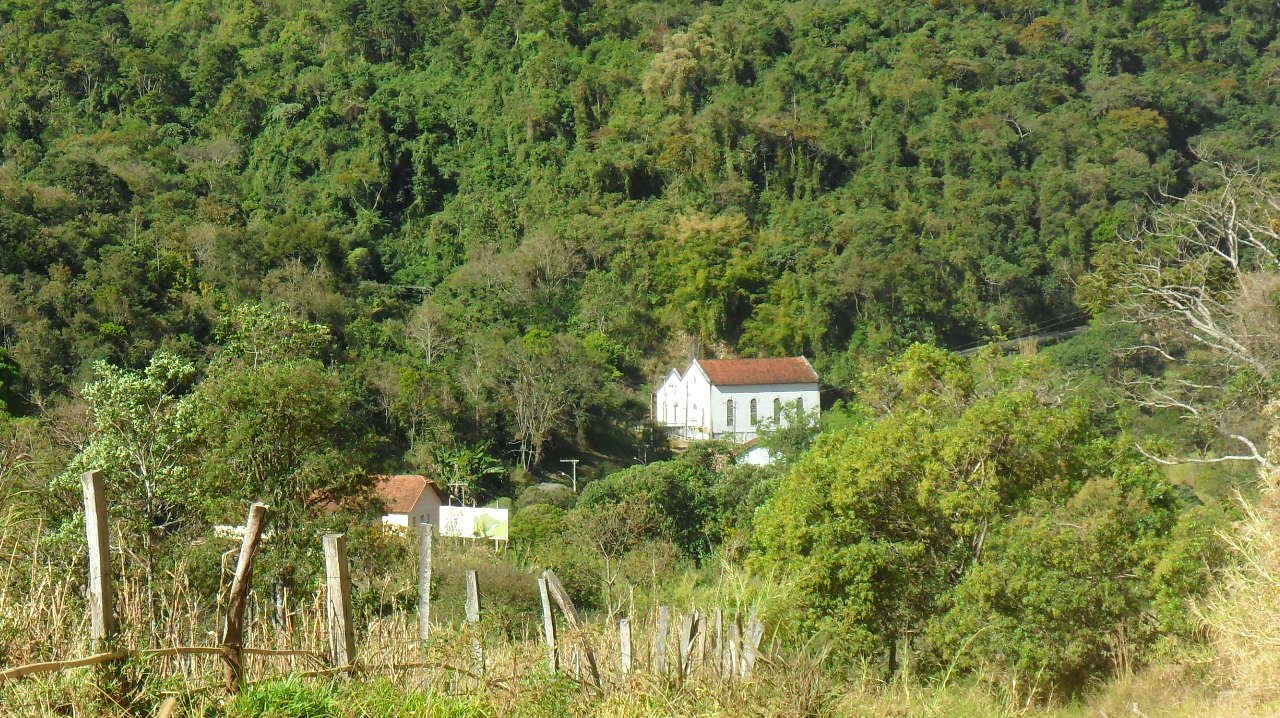
Usina Luís Dias no rio Lourenço Velho

No bairro da Usina funciona a Pequena Central Hidrelétrica (PCH) Luiz Dias. Esta foi instalada em 1914 e ainda gera energia, sendo mantida pela CEMIG. Até 2009, a Universidade Federal de Itajubá manteve no local um Parque voltado á Educação Ambiental, mas o convênio desta com a CEMIG foi encerrado e o Parque não está mais sendo utilizado.
Há um projeto para construção de outra PCH no Rio Lourenço Velho na Cachoeira dos Pilões.

### Relevo

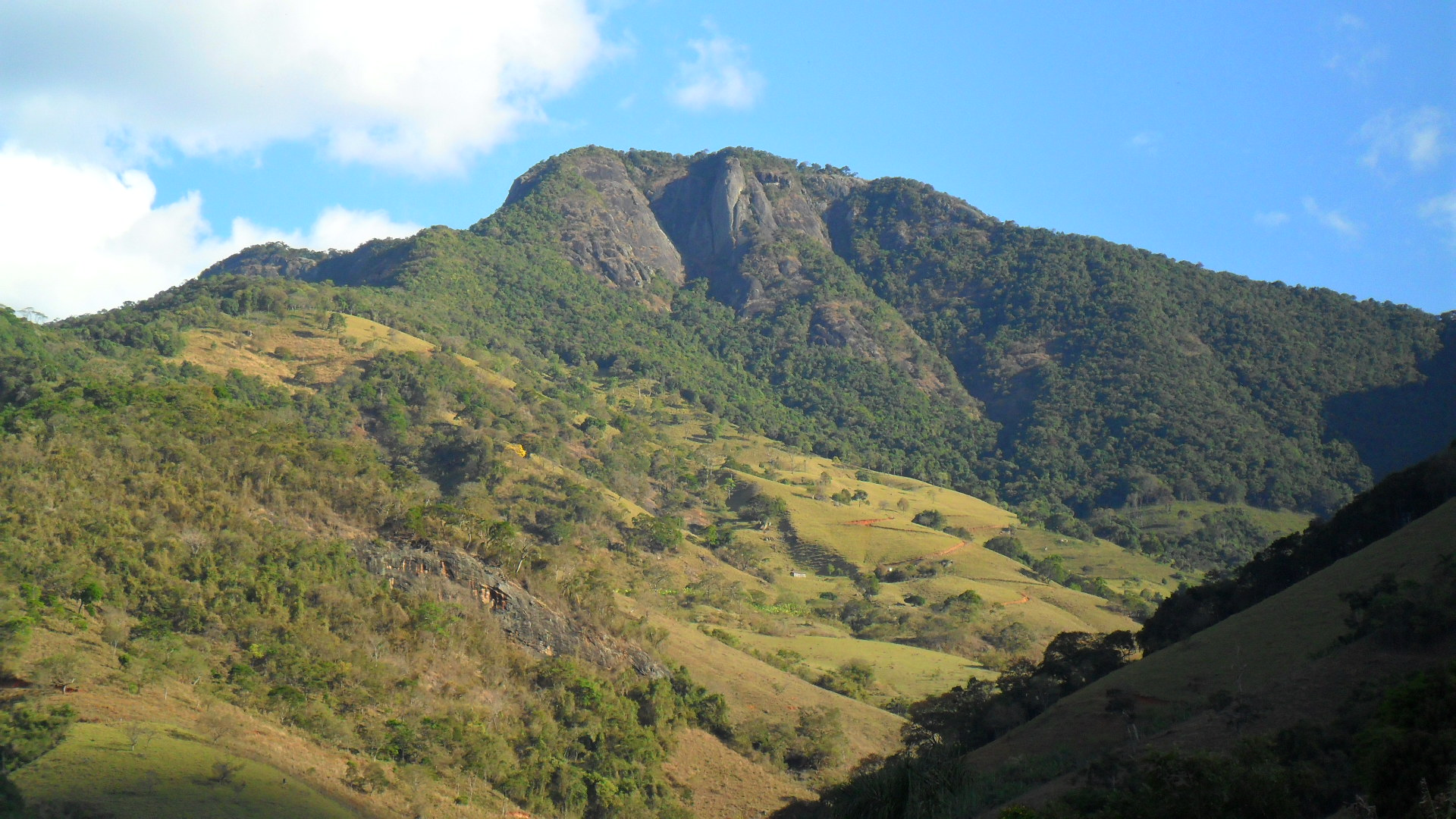
Pedra de Santa Rita

O relevo é bastante acidentado. A Pedra de Santa Rita, localizada entre os bairros Rio Manso e Peroba, tem altitude de 1893 m, a maior de Itajubá.
Outras altitudes:
- Bairro Rio Manso: 930m
- Bairro Peroba: 1265m
- Cota máxima do Rio Lourenço Velho no território do Distrito, na divisa com Delfim Moreira (Barra): 998m
- Altitude mínima, na foz do Ribeirão Sabará: 858m

## O problema da distância entre as comunidades
O distrito, devido à topografia, apresenta 3 regiões cuja interligação por estradas (todas de terra) depende de saída do distrito da sede e usar a Rodovia MGC 383 (Rodovia Itajubá-Maria da Fé).
A primeira região é formada pelos bairros Porto Velho, Rio Manso, Cachoeira Grande, Cachoeirinha e Ambrósios, ligados pela estrada principal do distrito. A segunda, é formada pelos bairros Goiabal, Sabará e Peões, que ficam próximos à MGC 383. A terceira é o bairro da Peroba, bairro que, em linha reta, fica bem próxima à sede do distrito, mas, usando as estradas, fica a cerca de 20 km.
Devido à distância entre os bairros da segunda e da terceira regiões citadas acima à sede, seus moradores dificilmente se relacionam com o resto do distrito, mantendo mais contato com Itajubá e Maria da Fé. Aliás, a maioria dos moradores dessas localidades nem sabem que moram em Lourenço Velho.

## Infraestrutura
Os bairros são atendidos por linhas ônibus regulares da empresa de transporte urbano de Itajubá, ligando todos os bairros, exceto Peroba, à sede do município.
Todas as estradas rurais são de terra, havendo calçamento apenas no bairro do Rio Manso.
A população da margem direita do Rio Lourenço Velho nas proximidades da fazenda da Figueira precisa usar ponte de madeira para acessar suas casas, onde não é possível chegar com veículos comuns. Nesse local, a produção agrícola é escoada com uso de tratores, atravessando o leito do rio. Em dezembro de 2008 foi lançada pela Prefeitura Municipal de Itajubá a pedra fundamental para construção de ponte de concreto. Há ainda outros moradores que também dependem de pontes de madeira para atravessar o rio.
O bairro do Rio Manso possui uma escola com ensino fundamental até o 5° ano e educação infantil que atende os bairros do Rio Manso, Porto Velho e Usina. Crianças moradoras dos bairros Cachoeira Grande, Cachoeirinha e Ambrósios são atendidas pela escola do Ano Bom, que pertence à Itajubá, mas não a Lourenço Velho.
Há ainda no distrito uma segunda escola que fica no bairro dos Peões. Esta atende aos moradores dos bairros Goiabal, Peões, Sabará e também do bairro da Ilha (de Maria da Fé). O prédio dessa escola pertence ao município de Itajubá, mas o funcionamento da escola é mantido pelo município de Maria da Fé, numa pareceria para atender moradores de bairros das duas cidades. Crianças do bairro da Peroba são conduzidas a uma escola de Itajubá, pela proximidade.
O distrito é carente em tecnologia. Há apenas 4 orelhões: um no bairro Rio Manso, outro no Sabará, outro na Peroba e outro no Goiabal. Apenas a escola do Rio Manso possui internet via satélite, que não é aberta aos moradores. Não há sinal de TV VHF ou UHF, sendo que todos que tem TV usam antena parabólica, exceto no bairro da Peroba, que recebe estes sinais da cidade de Maria da Fé. Também não há sinal de celular.
No bairro do Rio Manso há ainda um cemitério administrado pela Igreja de São José, um cartório de registro civil e uma Unidade Básica de Saúde.

## Cultura
Dentre as manifestações culturais, as mais importantes são a Catira do Rio Manso e as festas de São José e da Banana, no Rio Manso, do Goiabal e da Peroba.

### Religião
A religião predominante da população é a católica, existindo as igrejas de São José (Rio Manso), São Caetano (Cachoeira Grande), a do bairro Goiabal e a do bairro Peroba.
No bairro do Goiabal também há uma igreja evangélica.

## Economia
A economia é baseada na agropecuária, sendo os principais produtos a banana e o leite bovino.
O comércio nos bairros do distrito é restrito a bares e vendas, sendo o distrito dependente do comércio de Itajubá.

### Turismo
No bairro da Cachoeirinha existe uma cachoeira com piscina artificial, usando as águas do Córrego Peroba, que atende turistas. Há ainda as cachoeiras Grande e Pilões e as corredeiras do Rio Manso e Porto Velho.
O bairro do Rio Manso é um pequeno centro urbano constituído de ruas calçadas. Foi formado na década de 1930 e ainda possui diversas casas das décadas de 1930 e 1940, porém algumas das construções estão em péssimo estado de conservação. A 3 km acima do bairro do Rio Manso existe a Fazenda da Figueira, construção mais antiga do município de Itajubá, com mais de 250 anos. Perto desta, estão as ruínas da fazenda que pertenceu aos avós de Vital Brazil.
O turismo rural começou a se desenvolver nos anos 2000, com a instalação do Parque na Usina Luiz Dias, com a realização da Festa da Banana e com a inauguração da Pousada Flor Amarela, no bairro do Rio Manso. Porém, esta área necessita de um impulso maior devido à desativação do parque e não realização da festa da banana nos últimos anos, devido a problemas com a segurança.